# Pastrami

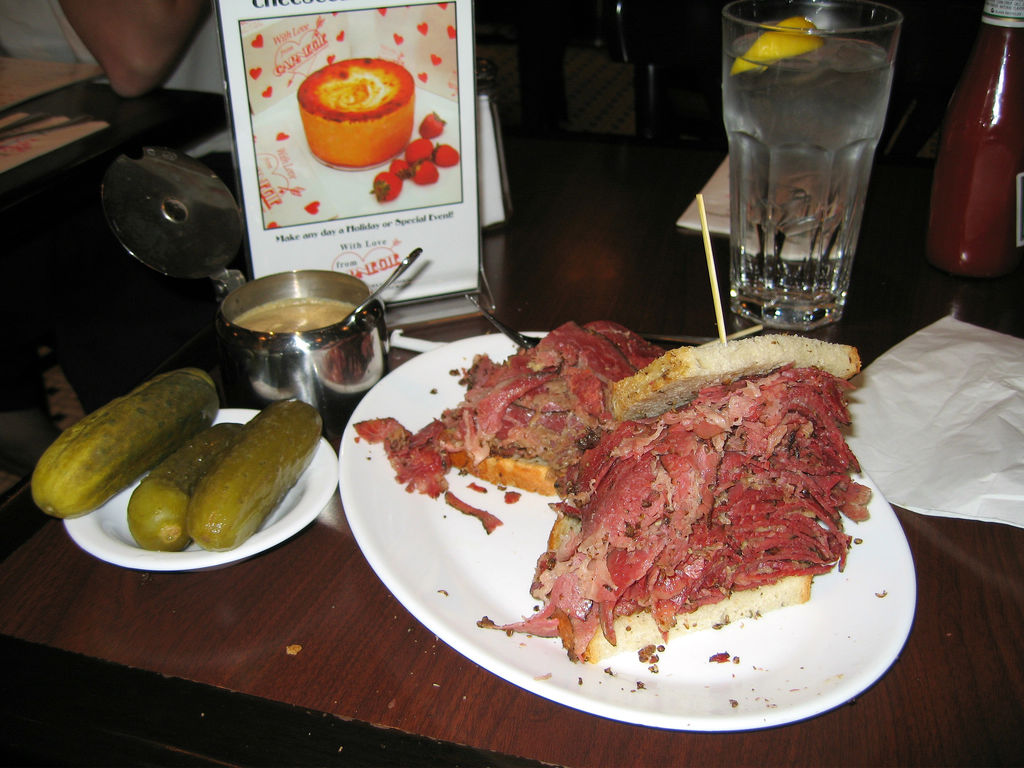
Broodje pastrami

Pastrami (Roemeens: Pastramă) is een soort gerookt, gepekeld vlees. Het komt oorspronkelijk uit Roemenië, waar het vooral van schapenvlees werd gemaakt. Het is in principe hetzelfde als pekelvlees, maar bij pastrami zijn kruiden zichtbaar in het vlees en bij pekelvlees niet.

## Runderborst
Het is populair in de Verenigde Staten, met name in New York. Het wordt daar in dunne plakjes gesneden en als beleg voor sandwiches gebruikt. Pastrami wordt zowel warm als koud opgediend, met ernaast wat tafelzuur. De 'New York style'-pastrami wordt gemaakt van gepekelde, gekruide en gerookte runderborst. Het gerecht werd in de tweede helft van de 19e eeuw door Joodse immigranten uit Roemenië en Moldavië naar New York gebracht. Pastrami is te verkrijgen in iedere Joodse delicatessenzaak, in Amerika kortweg een deli genoemd. 
In Roemenië wordt in de meeste winkels alleen nog pastramă van varkensvlees verkocht. Rundvlees wordt er alleen onder de naam 'carne de vițel' oftewel kalfsvlees verkocht.